# 조지 린드벡
조지 A. 린드벡(George Arthur Lindbeck, 1923년 3월 10일 ~ 2018년 1월 8일)는 미국의 루터교 신학자이며 예일 대학교의 교수였다. 그는 에큐메니칼 신학자였으며 한스 프라이와 함께 후기 자유주의신학의 창립자중에 한 사람이었다.

## 어린 시절 및 교육
린드벡은 1923년 중국 뤄양 시에서 미국 선교사의 아들로 태어났다. 그는 중국과 한국에서 16세까지 양육을 받았으며, 몸이 좋지 않아서 세상과 자주 고립되었다.
그는 1939년 구스타브스 아돌피우스 대학교에 입학하여 1943년에 학사(B.A.)를 마쳤다. 1946년 예일 대학교에서 B.D.를 마쳤다. 학부를 졸업후에 에티엔 질송과 함께 중세연구소에서 그리고 폴 비그나우스와 함께 파리에서 고등연구실습원에서 2년 있었다. 캐나다와 프랑스에서 공부를 이어오다 예일대학교로 돌아와 박사 과정을 마쳤다.1955년 그의 박사논문은 중세연구에 강조를 둔 것으로 프란치스코회 신학자 둔스  스코투스였다.

## 활동
린드벡은 중세연구에 관심이 많았고 로마 카톨릭 교회와 에큐메니칼 운동에 참여하였다. 제2차 바티칸 공의회 에는 옵서버로 참가하였다. 루터란과 카톨릭 사이에 에큐메니칼 대화에도 중요한 역할을 하였다. 1968년부터 1987년까지에는 이 두 그룹의 중재역할도 하였다. 바티칸 회의 참가한 것들을 1994년 출판하였다. 1952년 예일 대학교 신학부 교수로 임용되어서 1993년 은퇴하였다. 그의 책은 <후기자유주의 시대의 교회>(The Church in a Postliberal Age)가 2002년 출판되었다. 2018년 1월 8일에 96세를 일기로 사망하였다.

## 문화-언어의 종교이론
그에게 가장 잘 알려진 작품은 1984년에 출판된 <교리의 본질>(Nature of Doctrine: Religion and Theology in a Postliberal Age)이다. 이 책은 큰 영향을 주었고, 후기 자유주의신학의 형성에 결정적인 역할을 하였다. 이 책에서 린드벡은 공통된 개인의 경험으로 종교적 진리를 규정하는 근대 자유주의 개신교의 사유를 거부하고, 신앙공동체의 신조와 실천을 종교 이해의 기초로 삼는 문화- 언어적 접근방식을 제시했다. 합리적 논증이나 정서적 경험보다 믿음과 세계관 형성에 강조를 두었다.
전통적인 기독교 신학의 인식-명제적 접근과 자유주의의 경험-표현주의적 접근이 포스트모던적 종교 현상에 대한 해결책이 되지 못함을 인식한 조지 린드벡은 기존의 두 접근법들을 극복할 대안으로서 문화-언어적 접근법을 제시한다.
첫 번째 주장은 종교를 절대적 규범이 아니라 문화나 언어로 이해한다는 것인데, 이는 인간이 언어를 배우듯 종교에도 문화-언어적으로 친해진다는 것이다.
두 번째 주장은 교리를 진리로 보지 않고 문법으로 이해하자는 것이다. 모두가 종교와 교리를 문법적으로 이해한다면 종교 간의 다툼과 충돌의 문제는 사라진다고 한다. 여러 종교가 마치 언어에 좋고 나쁨이나 옳고 그름이 없는 것처럼 나름대로의 체계 안에서 해석될 수 있기 때문이다.

## 평가
린드벡의 접근법이 종교 상호간에 화해를 가능케 하고, 실행성을 강조하고, 또 성경을 귄위 있는 신학적 텍스트로 삼았다는 점은 중요한 기여로 꼽을 수 있다. 하지만 이것은 텍스트 자체보다는 교회의 해석에 더 큰 비중을 두었고, 진리를 내적 일관성으로 격하시켰고, 모든 종교를 동일한 가치로 보는 극단적 상대주의와 언어가 종교생활에 필수적이라는 엘리트주의를 조장했을 뿐 아니라 신학적 종말론을 주장함으로써 명제주의로 회귀했다는 문제점을 안고 있다.
린드벡의 문화-언어의 종교이론을 신학적 보수주의와 자유주의의 한계를 극복할 대안으로는 부족하다는 평가가 있다.

## 같이 보기
- 한스 프라이
- 후기 자유주의신학

## 참고 문헌
- Adiprasetya, Joas. “George A. Lindbeck and Postliberal Theology”. 2008년 7월 30일에 확인함.
- “262 Chosen for Guggenheim Awards”. 《New York Times》. 1988년 4월 10일. 2008년 7월 30일에 확인함.
- “The Hartford Declaration”. 《Theology Today》 32 (1): 94–97. April 1975. 2012년 2월 16일에 원본 문서에서 보존된 문서. 2018년 9월 14일에 확인함. 서문에 헤이즐 앤드류스